# Dell
Dell, Inc. är en amerikansk datortillverkare grundad i Austin, Texas 1984 av Michael Dell. Dell tillverkar datorprodukter, såsom skrivbordsdatorer, arbetsstationer, notebooks, handdatorer, servrar, lagringssystem, datornätverksutrustning, skrivare, TV-apparater med mera. Dell har specialiserat sig på att varje dator är speciellt anpassad för kundens egna behov och önskemål. Tidigare var varje dator specialbyggd och tillverkades först vid kundens beställning via till exempel internet och telefon. På detta sätt kunde man, enligt Dell själva, hålla kostnaderna nere. Dells datorer kan dock numera även köpas i butiker.
I tidningen Fortune Magazine i USA rankas Dell som USA:s tredje största datortillverkare efter IBM och Hewlett-Packard, och på tidningens lista över världens 500 största företag, hamnar Dell på 88:e plats. 

## Om företaget
I Norden har Dell kontor i Köpenhamn, Stockholm och Oslo. Det svenska dotterbolaget heter Dell AB. Från 2009 är så gott som all support outsourcad det är endast några få produktlinjer inom enterprise där det är Dell som har supporten och den är då engelskspråkig. Även XPS supporten är endast engelskspråkig från Irland. Kunder som saknar garanti och mjukvarusupporten ligger i Amsterdam, Nederländerna.
Dell Sverige vann 2006 TechCity Solutions' pris TechCity Myster Contact Challenge i kategorin Bästa Tekniska Support.
Företaget är indelat i två delar, som dels behandlar storföretag, stat och kommun och globala företag, dels privatpersoner och småföretag. Detta ändrades under 2007 i USA sedan Dell bestämt sig för att lägga större fokus på småföretagskunderna. På Europanivå kvarstår den gamla indelningen än så länge.
Dell är också en av de större leverantörerna som levererar Linux med produkterna, i Dells fall Ubuntus Feisty Fawn.
Bland företagets dotterbolag finns Alienware.
Den 29 oktober 2013 köpte Michael Dell och riskkapitalbolaget Silver Lake Partners ut företaget från Nasdaq till en kostnad på $24,9 miljarder och gjorde det på nytt till ett privat aktiebolag.

## Datorer

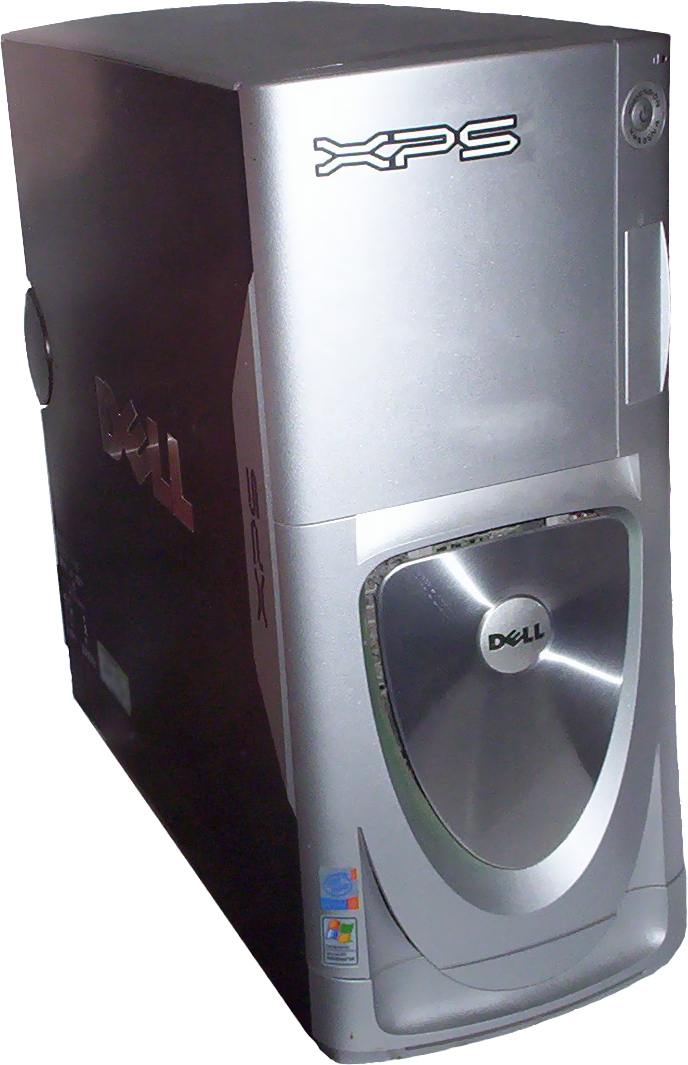
En Dell XPS.

Bland vanliga datorer (undantaget server- och lagringslösningar) levererar Dell i dagsläget följande modeller:
- Dimension (Desktop) - Stationära datorer anpassade för hemanvändare.
- Inspiron Desktop - Stationära datorer som sedan sommaren 2007 ersätter Dimension anpassade för hemanvändare.
- Vostro Desktop - Stationära datorer som sedan sommaren 2007 agerar mellanting till företagslösningen Optiplex och hemanvändarnas Dimension/Inspiron Desktop. Vostro Desktop är i princip samma som Inspiron Desktop med undantag för färg, namn, grundgaranti och publik.
- Optiplex / Plex (Desktop) - Stationära datorer anpassade för storföretag.
- Inspiron (Notebook) - Bärbara datorer anpassade för hemanvändare.
- Vostro Notebook - Bärbara datorer som sedan sommaren 2007 fungerar som Vostro Desktop fast för bärbara. Även här är skillnaden mellan vissa Vostromodeller och Inspiron Notebookmodeller ingen alls sånär som på färg, namn, grundgaranti och vilka datorernas huvudpublik är.
- Latitude (Notebook) - Bärbara datorer anpassade för företagskunder, sedan lanseringen av Vostro Notebook storföretag.

Såväl stationära som bärbara datorer har även modellserierna Precision Workstation, högprestandadatorer, och XPS, datorer som riktar sig till gamers som kräver väldigt hög prestanda.